# Kadavu (provincie)
Kadavu is een van de veertien provincies van Fiji, in de divisie Eastern. Het ligt voor ten zuiden van Viti Levu en beslaat de Kadavu-archipel. De provincie heeft een oppervlakte van 478 km² en had in 1996 ongeveer 10.000 inwoners. De hoofdstad is Vunisea.
Divisies: Central · Eastern · Northern · Western

Provincies: Ba · Bua · Cakaudrove · Kadavu · Lau · Lomaiviti · Macuata · Nadroga-Navosa · Namosi · Naitasiri · Ra · Rewa · Serua · Tailevu

Dependency: Rotuma